# Pian di Mugnone
Pian di Mugnone, o del Mugnone, è una frazione del comune italiano di Fiesole, nella città metropolitana di Firenze, in Toscana.

## Storia
Situata ai margini del torrente Mugnone, lungo la via Faentina, la località ha una lunga storia: viene ricordata già nel XIV secolo, nel Decameron di Giovanni Boccaccio (novella 6 della nona giornata) e in un racconto del Trecentonovelle di Franco Sacchetti (novella 166).
Dalla seconda metà del XIV secolo la famiglia nobile Del Palagio controllava tutti i terreni e gli edifici intorno al paesino. C’era uno “spedale” per ristoro e alloggio, una piccola chiesa dedicata a San Giovanni Decollato, una beccheria,  un fornaio, un mulino, una fornace e una cava di pietra. Quando la Via Faentina perse la sua importanza strategica, il borgo cominciò a decadere. Nella prima metà dell’800 l’insediamento militare di una polveriera, dette avvio ad un parziale risveglio del borgo. Nel 1893 Pian di Mugnone fu attraversato dalla Ferrovia Faentina che collegava Firenze con Faenza e Bologna, riportanto vita in tutta la Valle.
Dal 1960 in poi ebbe inizio un’intensa urbanizzazione con case, villette, una scuola materna ed elementare con palestra, diversi negozi, alcune attività artigianali, una nuova chiesa anch’essa intitolata a San Giovanni Decollato e una nuova strada di collegamento con Fiesole. Nei decenni successivi sono stati costruiti dei campi da tennis, un depuratore delle acque reflue di tutta la Valle ed alcuni percorsi escursionistici con vista sulla città di Fiesole.

## Monumenti e luoghi d'interesse
- Torre del Farnese di origine medievale, è adiacente ad una ex villa e serviva come postazione di avvistamento nella Valle sottostante.

- Palagio dei Pesci, degli inizi del 1400 fu un’antica dimora della famiglia Del Palagio.

- Villa I Nespoli della Famiglia Bellini risale alla prima metà Ottocento ed è situata sulla sponda destra del torrente Mugnone.
- Oratorio di San Giovanni Battista Decollato. La sua costruzione iniziò nel 1303 ma ha avuto sempre una esistenza molto precaria fino alla sua definitiva demolizione nel 1731.[6]

Nelle vie della frazione si sviluppano dei percorsi escursionistici, grazie alla vista sulla città di Firenze.. 

## Società

### Religione
Il santo patrono di Pian del Mugnone è san Giovanni decollato, la cui ricorrenza viene celebrata il 24 giugno. A lui erano dedicati un ospedale ed una chiesa che vennero demoliti nel XVIII secolo.

## Infrastrutture e trasporti
La frazione si sviluppa principalmente lungo la via Faentina, stretta tra il torrente Mugnone e la ferrovia. Dalla frazione parte una strada panoramica che porta al capoluogo comunale. Le altre strade sono pertanto molto brevi e spesso portano nelle zone collinari soprastanti.
Lungo la strada per Fiesole si trova la omonima fermata della ferrovia Faentina.